# Discografia di Colapesce Dimartino
La discografia di Colapesce Dimartino, duo musicale italiano, è costituita da due album in studio, una colonna sonora, quattordici singoli ed altrettanti video musicali, pubblicati tra il 2020 e il 2024.

## Album in studio
| Anno | Titolo                                                                                                   | Classifiche | Certificazioni |
| Anno | Titolo                                                                                                   | ITA         | Certificazioni |
| ---- | --- | ----------- | -------------- |
| 2020 | I mortali - Pubblicato: 5 giugno 2020 - Etichetta: 42 Records, Sony Music - Formati: download digitale   | 3           | - ITA: Oro     |
| 2023 | Lux Eterna Beach - Pubblicato: 3 novembre 2023 - Etichetta: RCA, Sony Music - Formati: download digitale | 29          | —              |

### Colonne sonore
| Anno | Titolo                                                                                                   | Classifiche | Certificazioni |
| Anno | Titolo                                                                                                   | ITA         | Certificazioni |
| ---- | --- | ----------- | -------------- |
| 2023 | La primavera della mia vita - Pubblicato: 24 febbraio 2023 - Etichetta: CAM - Formati: download digitale | —           | —              |

### Album Live
| Anno | Titolo | Classifiche | Certificazioni |
| Anno | Titolo | ITA         | Certificazioni |
| ---- | --- | ----------- | -------------- |
| 2024 | Archi, ottoni e preoccupazioni. Colapesce Dimartino dal vivo con l'orchestra - Pubblicato: 6 dicembre 2024 - Etichetta: Sony Music - Formati: CD, LP, download digitale | —           | —              |

## Singoli

### Come artisti principali
| Anno | Titolo                                                        | Classifiche | Classifiche | Classifiche | Certificazioni     | Album di provenienza |
| Anno | Titolo                                                        | ITA         | CRO         | SUI         | Certificazioni     | Album di provenienza |
| ---- | ------------------------------------------------------------- | ----------- | ----------- | ----------- | ------------------ | -------------------- |
| 2020 | L'ultimo giorno                                               | —           | —           | —           |                    | I mortali            |
| 2020 | Adolescenza nera                                              | —           | —           | —           |                    | I mortali            |
| 2020 | Rosa e Olindo                                                 | —           | —           | —           |                    | I mortali            |
| 2020 | Luna araba (con Carmen Consoli)                               | —           | —           | —           |                    | I mortali            |
| 2020 | Noia mortale                                                  | —           | —           | —           |                    | I mortali            |
| 2021 | Musica leggerissima                                           | 1           | 88          | 35          | - ITA: Platino (5) | I mortali²           |
| 2021 | Toy Boy (con Ornella Vanoni)                                  | 92          | —           | —           |                    | /                    |
| 2022 | Non chiamarmi mai (con Cerrone)                               | —           | —           | —           |                    | /                    |
| 2022 | Cose da pazzi                                                 | —           | —           | —           |                    | Lux Eterna Beach     |
| 2023 | Splash                                                        | 6           | —           | 91          | - ITA: Platino     | Lux Eterna Beach     |
| 2023 | Considera                                                     | 34          | —           | —           |                    | Lux Eterna Beach     |
| 2023 | La luce che sfiora di taglio la spiaggia mise tutti d'accordo | —           | —           | —           |                    | Lux Eterna Beach     |
| 2023 | Ragazzo di destra                                             | —           | —           | —           |                    | Lux Eterna Beach     |
| 2023 | Sesso e architettura                                          | —           | —           | —           |                    | Lux Eterna Beach     |
| 2024 | Splash (más que mares) (feat. Rigoberta Bandini)              | —           | —           | —           |                    | /                    |
| 2024 | Innamorarsi perdutamente non è mai un affare                  | —           | —           | —           |                    | Lux Eterna Beach     |

### Come artisti ospiti
| Anno | Titolo                                             | Classifiche | Certificazioni     | Album di provenienza |
| Anno | Titolo                                             | ITA         | Certificazioni     | Album di provenienza |
| ---- | -------------------------------------------------- | ----------- | ------------------ | -------------------- |
| 2022 | Propaganda (Fabri Fibra feat. Colapesce Dimartino) | 10          | - ITA: Platino (2) | Caos                 |